# Cartago (provincija u Kostarici)
Cartago, provincija u unutrašnjosti Kostarike.
Kantoni(8):
Alvarado, distrikti (3):
Capellades
Cervantes
Pacayas
Cartago, distrikti (11):
Aguacaliente (San Francisco)
Carmen
Corralillo
Dulce Nombre
Guadalupe (Arenilla)
Llano Grande
Occidental
Oriental
Quebradilla
San Nicolás
Tierra Blanca
El Guarco, distrikti (4):
Patio De Agua
San Isidro
Tejar
Tobosi
Jiménez, distrikti (3):
Juan Viñas
Pejibaye
Tucurrique
La Unión, distrikti (8):
Concepción
Dulce Nombre
Río Azul
San Diego
San Juan
San Rafael
San Ramón
Tres Ríos
Oreamuno, distrikti (5):
Cipreses
Cot
Potrero Cerrado
San Rafael
Santa Rosa
Paraíso, distrikti (4):
Cachí
Orosi
Paraíso
Santiago
Turrialba, distrikti (10):
La Suiza
Pavones
Peralta
Santa Cruz
Santa Rosa
Santa Teresita
Tayutic
Tres Equis
Tuis
Turrialba